# Jackie Wilson
Jack Leroy (Jackie) Wilson, Jr. (Detroit (Michigan), 9 juni 1934 – Cherry Hill Township (New Jersey), 21 januari 1984) was een Amerikaans soul- en rhythm-and-blues-zanger.

## Levensloop
Wilson groeide op in Detroit. In 1953 sloot hij zich aan bij de groep Billy Ward & the Dominoes. In die tijd kreeg hij veel fans, onder wie Elvis Presley. In 1957 begon Wilsons solocarrière met het nummer Reet petite. Dat was zo'n groot succes dat het songschrijver Berry Gordy in staat stelde het label Motown op te richten, dat Jackie Wilson overigens nooit onder contract heeft gehad. Latere nummers van Wilson waren Lonely Teardrops en I'll Be Satisfied.
In 1961 werd hij neergeschoten door een vrouwelijke fan. Hij overleefde deze aanslag en ging verder met zijn carrière. Deze carrière kwam halverwege de jaren zestig in een dip. Hij kwam in 1967 nog een keer terug in de hitparades met (Your Love Keeps Lifting Me) Higher and Higher. Uitzonderlijk voor een niet-Motown-artiest werd hij daarbij begeleid door The Funk Brothers met achtergrondzang van The Andantes. Daarna had hij nauwelijks meer hits.
In 1975 kreeg Wilson een hartaanval op het podium tijdens het zingen van Lonely Teardrops. Hij raakte in coma en ontwaakte niet meer. Na ruim acht jaar in coma in een ziekenhuis overleed hij in 1984 op 49-jarige leeftijd. Hij ligt begraven op Westlawn Cemetery.

## Discografie

### Albums
| Album met eventuele hitnotering(en) in de Nederlandse Album Top 100 | Datum van verschijnen | Datum van binnenkomst | Hoogste positie | Aantal weken | Opmerkingen   |
| ------------------------------------------------------------------- | --------------------- | --------------------- | --------------- | ------------ | ------------- |
| 20 Greatest hits                                                    | 1987                  | 31-01-1987            | 20              | 12           | Verzamelalbum |

### Singles
| Single met eventuele hitnotering(en) in de Nederlandse Top 40 | Datum van verschijnen | Datum van binnenkomst | Hoogste positie | Aantal weken | Opmerkingen                 |
| ------------------------------------------------------------- | --------------------- | --------------------- | --------------- | ------------ | --------------------------- |
| (Your love keeps lifting me) Higher and higher                | 1969                  | 22-11-1969            | tip             | -            |                             |
| Reet petite                                                   | 1987                  | 24-01-1987            | 1(2wk)          | 11           | Nr. 1 in de Single Top 100  |
| I get the sweetest feeling                                    | 1987                  | 04-04-1987            | 20              | 5            | Nr. 21 in de Single Top 100 |
| (Your love keeps lifting me) Higher and higher                | 1987                  | 25-07-1987            | tip7            | -            | Nr. 57 in de Single Top 100 |

### NPO Radio 2 Top 2000
| Nummer met noteringen in de NPO Radio 2 Top 2000 | '99  | '00  | '01  |
| ------------------------------------------------ | ---- | ---- | ---- |
| Reet Petite                                      | 1925 | 1900 | 1993 |

1. ↑  Een vetgedrukt getal geeft de hoogste notering aan.
2. ↑  Deze tabel is bijgewerkt tot en met de laatste editie (2024).

## Trivia
- In 1982 had de Britse band Dexy's Midnight Runners een hitje met het nummer Jackie Wilson Said. Het origineel van dit nummer is van Van Morrison, maar die wist het nummer niet de hitparade in te zingen.
- In 1985 scoorden de Commodores een hit met het aan Jackie Wilson en Marvin Gaye opgedragen "Nightshift".
- Begin 1987 scoorde Jackie Wilson postuum een nummer 1-hit in onder meer het Verenigd Koninkrijk,  Nederland, België (Vlaanderen) en in de TROS Europarade met het opnieuw uitgebrachte Reet Petite.
- In 2019 kreeg Wilson een postume ster op de Hollywood Walk of Fame.

- Biblioteca Nacional de España: XX1405881
- Bibliothèque nationale de France: cb13901224x (data)
- Gemeinsame Normdatei: 132969521
- International Standard Name Identifier: 0000 0000 6302 4422
- Library of Congress Control Number: n92010203
- MusicBrainz: f0bf4fa0-028e-452f-82d3-7d4375e105dd
- Nationale Bibliotheek van Tsjechië: xx0214135
- Nationale Bibliotheek van Israël: 987007363297505171
- Nederlandse Thesaurus van Auteursnamen: 07343860X
- SNAC: w67n29hr
- Système universitaire de documentation: 158304330
- Virtual International Authority File: 56797966
- WorldCat: E39PBJk8YKWDrt7cxb6FMTyyBP